# Live 1994
Live 1994 è un album live dei Pentangle, pubblicato dalla Hypertension Records nel 1995. Il disco fu registrato nel 1994 durante il tour effettuato dai Pentangle in Germania.

## Tracce
1. Bramble Briar – 6:11 (Brano tradizionale, arrangiamenti Pentangle)
2. Sally Free and Easy – 4:26 (Cyril Tawney)
3. Kingfisher – 3:41 (Bert Jansch)
4. Come Back Baby – 3:38 (Bert Jansch)
5. When I Was in My Prime – 4:07 (Brano tradizionale, arrangiamenti Pentangle)
6. Meat on the Bone – 5:54 (Pentangle)
7. Travelling Solo – 3:57 (Pentangle)
8. The Bonny Boy – 4:47 (Brano tradizionale, arrangiamenti Pentangle)
9. Chasing Love – 2:40
10. Cruel Sister – 5:49 (Brano tradizionale, arrangiamenti The Pentangle)
11. Yarrow – 5:02 (Brano tradizionale, arrangiamenti The Pentangle)
12. Reynardine – 5:35 (Brano tradizionale, arrangiamenti The Pentangle)

## Musicisti
- Bert Jansch - voce, chitarra
- Jacqui McShee - voce
- Peter Kirtley - voce, chitarra
- Nigel Portman Smith - basso, voce
- Gerry Conway - batteria